# Eustace Osborne Grenfell
Eustace Osborne Grenfell (ur. 26 sierpnia 1890 w Southend-on-Sea, zm. 7 marca 1964 w Chichester) – porucznik Royal Flying Corps, as myśliwski No. 1 Squadron RAF i No. 60 Squadron RAF.

## Życiorys
W 1913 roku Eustace Grenfell pełnił służbę w pułku piechoty - Duke of Cornwall's Light Infantry. 9 listopada 1914 roku uzyskał certyfikat pilotażu Aviator Certificate o numerze 966, uzyskany w Central Flying School, Upavon.
Służbę w Royal Flying Corps w 1915 roku. Został przydzielony do No. 1 Squadron RAF 17 sierpnia 1915.
Pierwsze zwycięstwo powietrzne odniósł 13 września 1915 roku nad samolotem Albatrosem C w okolicach Wytschaete-Merin. Drugie zwycięstwo nad niemieckim samolotem tego samego typu osiągnął 7 grudnia.
17 stycznia 1916 roku, na samolocie Morane-Saulnier N, w czasie kilkudziesięcio minutowej walki powietrznej w okolicach Houthoulst Forest Grenfell zestrzelił lub uszkodził cztery samoloty niemieckie. Trzy samoloty Fokker prawdopodobnie Fokker E.III oraz jednego Albatrosa C. Za to zwycięstwo został odznaczony Military Cross.
W kwietniu 1916 roku został przeniesiony do Central Flying School jako dowódca eskadry szkoleniowej. W lipcu 1916 roku wrócił na front na terytorium Francji, gdzie został przydzielony do No. 60 Squadron RAF. W jednostce odniósł kolejne 2 zwycięstwa powietrzne ostatnie 28 grudnie. Ostatnie zwycięstwo było najbardziej spektakularnym. Zostało osiągnięte przez całą grupę pilotów z 60 dywizjonu. Razem m.in. z Keith Caldwell, Henry Meintjes  zmusili niemiecki samolot, nowego typu, Albatros C.III do lądowania. W czasie tej akcji Grenfell doznał złamania nogi.
Po zakończeniu wojny Grenfell pozostał w RAF. W grudniu 1918 roku został mianowany dowódcą bazy lotniczej RAF Biggin Hill. Na stanowisku tym przebywała do listopada 1922 roku.
W kolejnych latach służył w różnych jednostkach RAF m.in. w Indiach oraz w Iraku. W maju 1938 roku został mianowany dowódcą RAF Thornaby, a następnie RAF Gosport. W 1942 roku przeszedł na emeryturę.